# 克尼亞吉尼諾
55°49′N 45°02′E / 55.817°N 45.033°E
克尼亞吉尼諾（俄语：Княги́нино）是俄羅斯下諾夫哥羅德州東南部的一個城市、克尼亞吉尼諾區縣治。位於下諾夫哥羅德東南110公里。2002年人口6,838人。
1552年建立，歷經多次廢立。1998年設市。